# Lista de episódios de Élite

Logo da série.

Élite (estilizado E L I T Ǝ) é uma série de televisão espanhola via streaming, que estreou em 5 de outubro de 2018 no serviço de streaming Netflix. A série é produzida pela Zeta Producciones para Netflix e foi criada por Carlos Montero e Darío Madrona. Até o momento, a série contém 6 temporadas e 48 episódios.
Para Caroline Framke, em sua crítica na revista Variety, "Élite inclui inúmeros clichês de programas para adolescentes, mas também aproveita a chance de cavar um pouco mais fundo e distorcê-los de maneiras mais interessantes".

## Resumo
| Temporada | Temporada | Episódios | Episódios | Originalmente exibido  |                        |
| --------- | --------- | --------- | --------- | ---------------------- | ---------------------- |
|           | 1         | 8         | 8         | 5 de outubro de 2018   | 5 de outubro de 2018   |
|           | 2         | 8         | 8         | 6 de setembro de 2019  | 6 de setembro de 2019  |
|           | 3         | 8         | 8         | 13 de março de 2020    | 13 de março de 2020    |
|           | 4         | 8         | 8         | 18 de junho de 2021    | 18 de junho de 2021    |
|           | 5         | 8         | 8         | 8 de abril de 2022     | 8 de abril de 2022     |
|           | 6         | 8         | 8         | 18 de novembro de 2022 | 18 de novembro de 2022 |
|           | 7         | 8         | 8         | 20 de outubro de 2023  | 20 de outubro de 2023  |
|           | 8         | 8         | 8         | 26 de julho de 2024    |                        |

## Episódios

### Temporada 1 (2018)
| N.º na série | N.º na temp. | Título                                      | Dirigido por     | Escrito por                    | Exibição original    |
| --- | ------------ | ------------------------------------------- | ---------------- | ------------------------------ | -------------------- |
| 1 | 1            | "Bienvenidos" "Bem-vindos"                  | Ramón Salazar    | Darío Madrona e Carlos Montero | 5 de outubro de 2018 |
| Com o colapso do colégio San Esteban, a construtora que construiu o prédio se encarrega de conceder bolsas para que três de seus alunos possam ter aulas em uma escola reconhecida da cidade; mas ao chegar lá, Nádia Shanaa (Mina El Hammani) diz a seus outros colegas que ela investigou as regras às quais eles devem se adaptar se quiserem se encaixar lá; Depois disso, Christian Valera (Miguel Herrán) procura uma maneira de fazer novos amigos; enquanto Samuel García (Itzan Escamilla) opta por passar despercebido. Além disso, Marina Nunier (María Pedraza) aproveita o fato de seus pais estarem organizando uma festa para ela, e pede que a deixem convidar seus novos amigo. Enquanto isso, Nano (Jaime Lorente), irmão mais velho de Samuel, sai da prisão. Nadia comparece, como Samuel e Christian, à festa de Marina. Nadia vê o irmão de Marina, Guzmán (Miguel Bernardeau), fazendo sexo com Lucrecia Montesinos (Danna Paola). Ambos percebem e Guzmán tenta se aproximar de Nadia para impedi-la de falar sobre o que viu. |              |                                             |                  |                                |                      |
| 2 | 2            | "Deseo" "Desejo"                            | Dani de la Orden | Darío Madrona e Carlos Montero | 5 de outubro de 2018 |
| Num novo dia escolar, o professor pede aos seus alunos que se encarreguem de fazer um trabalho em grupo de dois, pois cada um deles tem a missão de criar o perfil do seu companheiro para uma rede social e por isso Lucrecia pede-lhe Guzmán para aproveitar este momento para realizar o plano contra Nadia. Ander Munões (Arón Piper) fica confuso depois do que aconteceu com seu fornecedor de drogas, Omar (Omar Ayuso), e Marina leva Samuel para um lugar na escola onde ele pode fazer o que mais gosta, dançar. Depois do que aconteceu na festa, Carla Rosón (Ester Expósito) propõe a Polo Benavent (Álvoro Rico) que eles façam a mesma coisa que fizeram naquela noite novamente e Guzmán tenta descobrir o que o irmão de Nadia está fazendo quando visita a escola. |              |                                             |                  |                                |                      |
| 3 | 3            | "Sábado noche" "Sábado à noite"             | Ramón Salazar    | Darío Madrona e Carlos Montero | 5 de outubro de 2018 |
| Ao saber que sua mãe sairá da cidade por alguns dias, Nano pensa em aproveitar o momento para organizar uma festa em sua casa. Por outro lado, Guzmán pede a Ander para deixá-lo ajudá-lo a superar seus problemas de dependência de drogas, já que ele não está disposto a acabar com sua vida e Lucrecia exige que seu namorado cumpra sua parte do acordo o mais rápido possível. Mais tarde, Samuel pede a Marina que o acompanhe a um evento muito especial que ele realizará e Nano pede a seus sócios que lhe dêem algum tempo para que ele possa receber todo o dinheiro que deve a eles. Depois de saber da festa, Ander vai até aquele lugar, mas quando Omar o vê, ele pede que ele não conte ao amigo seus gostos e o que ele realmente faz. |              |                                             |                  |                                |                      |
| 4 | 4            | "El amor es una droga" "O amor é uma droga" | Ramón Salazar    | Darío Madrona e Carlos Montero | 5 de outubro de 2018 |
| Ao saber que Marina é HIV positivo, Samuel procura uma forma de se justificar com ela e fazê-la entender que esse assunto não importa para ele. Por outro lado, Nadia se surpreende ao abrir seu armário e, após o encontro que ela teve com Carla, Christian diz a ela que só quer fazer esse tipo de coisa com ela; Mas ao ouvir isso, ela aproveita a situação para pedir que ele a acompanhe a uma festa. Ao perceber que Guzmán foi quem lhe deixou um presente, Nadia o procura para lhe dizer o que terá que fazer se quiser receber seu perdão. Ao se encontrar com sócios a quem deve dinheiro, Nano descobre o que fazer para pagar sua dívida. Finalmente, Lucrecia procura seu professor para lhe contar o que ela conseguiu investigar sobre sua família. |              |                                             |                  |                                |                      |
| 5 | 5            | "Todos mienten" "Todo mundo mente"          | Dani de la Orden | Darío Madrona e Carlos Montero | 5 de outubro de 2018 |
| Após participar da festa, Christian procura Carla para devolver o terno que ele emprestou. Por outro lado, Samuel exige uma explicação de Nano de por que ele está se expondo ao querer roubar carros novamente. Lucrecia procura Nadia para avisar que haverá uma festa já que vão comemorar o aniversário de Guzmán e, percebendo que Marina quer ajudar seu irmão, Samuel pede que ela não interfira no assunto, pois isso já poderia causar muitos danos a ela e sua família; mas depois disso, Nano procura Marina para confessar o verdadeiro motivo pelo qual tentou seduzi-la, pois graças a isso ele foi capaz de perceber o que sentia por ela. Mais tarde, Omar descobre o que Ander conversou com seus amigos. |              |                                             |                  |                                |                      |
| 6 | 6            | "Todo va a salir bien" "Tudo vai ficar bem" | Dani de la Orden | Darío Madrona e Carlos Montero | 5 de outubro de 2018 |
| Depois que seu pai foi acusado de ser um dos supostos responsáveis por roubar uma grande quantia de dinheiro público, Guzmán diz a seus amigos que eles terão que pagar uma grande quantia para obter sua liberdade condicional. Por outro lado, Carla procura Christian para saber se foi ele que levou vários dos relógios que estavam em sua coleção; Mas ao ouvir isso, Marina procura Carla para saber por que ela está interessada em encontrar o relógio que foi roubado e para sua surpresa descobre que naquele objeto havia documentos da obra que seu pai havia feito. Em outro lugar, Martín procura Lucrecia para pedir-lhe que pare de chantageá-lo, pois ele não pode continuar a suportar esta situação. Depois de encontrar maconha em um dos armários da escola, a diretora Azucena pergunta ao filho Ander se Omar foi a pessoa que trouxe a droga. |              |                                             |                  |                                |                      |
| 7 | 7            | "Todo estalla" "Tudo explode"               | Ramón Salazar    | Darío Madrona e Carlos Montero | 5 de outubro de 2018 |
| Depois de tomar a decisão de deixar a cidade, Nano diz a Samuel o que está disposto a fazer para começar uma nova vida. Em outro lugar, Polo procura Guzmán para oferecer sua ajuda e o pai de Carla recebe um telefonema pedindo uma grande quantia em dinheiro e em troca eles retornarão seu precioso relógio. Depois de perder a comunicação com Omar, Ander procura uma maneira de saber algo sobre ele novamente. Carla confronta Marina para descobrir se ela foi a pessoa que roubou os relógios da coleção de seu pai; Nadia procura Lucrecia para avisar que ela não terá mais que competir com ela, pois no próximo ano ela não estará mais na escola. Ao saber que Carla terminou seu relacionamento com Polo; Christian pede que ela tente ser um casal com ele e Omar fica surpreso ao ver os planos de seu pai para ele. |              |                                             |                  |                                |                      |
| 8 | 8            | "Assilah" "Arzila"                          | Ramón Salazar    | Darío Madrona e Carlos Montero | 5 de outubro de 2018 |
| Ao saber que Marina decidiu fugir com ele, Nano comunica para lhe dizer o que farão para atingir seu objetivo; mas depois disso Nano chega em sua casa e descobre que alguns de seus sócios invadiram e atacaram sua família. Em outro lugar, Nadia tenta convencer seu pai a deixá-la ir a uma festa, pois ela quer aproveitar o momento para se despedir de seus amigos e mais tarde, o pai de Carla recebe um novo telefonema onde o informam que se ele não pagar a quantia de dinheiro que que foi pedido, seus segredos virão à tona. Samuel procura Guzmán para pedir-lhe que faça algo já que não quer que Marina estrague sua vida ao fugir com Nano. Quando descobre que o relógio de seu pai pode estar dentro da escola, Carla pensa em como poderá recuperá-lo. Ao perceber que o pai de Nadia está na escola, Guzmán pede que ele chegue a um acordo para que ela possa continuar na instituição. Polo acaba assassinando Marina inadvertidamente com um troféu que ela recebeu na festa, após uma acalorada discussão deles sobre seu envolvimento com os relógios do pai de Carla. No entanto, Carla consola Polo e diz a ele o que revelar à polícia para evitar que suspeitem dela. Após interrogatórios, a polícia prende Nano como principal suspeito. Porém, Christian é a única testemunha e Samuel implora a ele para dizer a verdade, caso ele saiba de algo, mas Christian se recusa por estar apaixonado por Carla. |              |                                             |                  |                                |                      |

### Temporada 2 (2019)
Em 17 de outubro de 2018, foi confirmado que a série havia sido renovada para uma segunda temporada composta por 8 episódios.
| N.º na série | N.º na temp. | Título                  | Dirigido por     | Escrito por    | Exibição original     |
| --- | ------------ | ----------------------- | ---------------- | -------------- | --------------------- |
| 9 | 1            | "20 horas desaparecido" | Ramón Salazar    | Darío Madrona  | 6 de setembro de 2019 |
| Um aluno desaparece. Em um flashback de três meses antes, Guzmán ainda lamenta a perda de sua irmã enquanto permanece hostil a Samuel, e Christian luta com seu segredo sobre quem matou Marina. Chegam três novos alunos: Cayetana (Georgina Amorós), uma socialite rica que mora sozinha; Valerio (Jorge López), meio-irmão de Lu, que mantém com ela uma relação incestuosa; e Rebeka (Claudia Salas), uma nova-rica, que diz que sua família ganhou na loteria. O pai de Nadia e Omar teve um derrame. Com peso na consciência, Christian sai de uma festa para confessar o assassino de Marina à polícia, quando é atropelado por um carro. Ele sobrevive, mas pode nunca mais andar. O pai de Carla se oferece para pagar pela terapia. Carla suspeita que seu pai esteja envolvido no acidente de Christian, assim como Samuel. Nos dias atuais, é mostrado que Samuel é a pessoa desaparecida. |              |                         |                  |                |                       |
| 10 | 2            | "34 horas desaparecido" | Ramón Salazar    | Carlos Montero | 6 de setembro de 2019 |
| Buscando a verdade sobre a morte de Marina, Samuel tenta seduzir Carla e os dois acabam fazendo sexo. A nova amiga de Lu, a influenciadora de mídia social Cayetana, oferece uma festa improvisada. Guzmán se junta à festa em vez de ir ao memorial de sua irmã. Mais tarde, Guzmán, Ander e Polo compartilham a cama onde Polo e Ander se masturbam. No presente, Carla revela a Lu que Samuel não está desaparecido, mas sim morto. |              |                         |                  |                |                       |
| 11 | 3            | "36 horas desaparecido" | Ramón Salazar    | Breixo Corral  | 6 de setembro de 2019 |
| Polo e Ander têm uma conversa franca. Revela-se que Cayetana é na verdade filha da faxineira da escola e tinha uma bolsa de estudos. Guzmán e Nadia reacendem seu relacionamento. Omar diz aos pais que quer parar de trabalhar no mercado. Polo revela a Ander que ele de fato matou Marina. |              |                         |                  |                |                       |
| 12 | 4            | "59 horas desaparecido" | Sílvia Quer      | Abril Zamora   | 6 de setembro de 2019 |
| Pressionado por seus amigos, Polo é dominado pela culpa e tenta cometer suicídio. Cayetana e Ander o resgatam. Em um encontro duplo com seu namorado Omar, Lu e Guzmán, Ander não tem coragem de contar a Guzmán sobre o assassino de Marina. Depois de uma festa, Guzmán faz sexo com Nadia na casa de Rebeka. Samuel começa a trabalhar para a mãe de Rebeka, que na verdade é traficante. Rebeka admite que gosta de Samuel, mas não faz caso. O segredo de Cayetana está ameaçado de ser revelado. Nano é libertado da prisão. |              |                         |                  |                |                       |
| 13 | 5            | "63 horas desaparecido" | Sílvia Quer      | Jaime Vaca     | 6 de setembro de 2019 |
| Rebeka organiza uma festa de Halloween em sua casa, onde descobre que Cayetana é a filha da faxineira e tenta provocá-la publicamente com essa nova descoberta. Na festa, Nano ameaça Rebeka para parar de envolver Samuel no negócio de tráfico de drogas de sua família. Enquanto procura por Samuel, Nano vê o irmão se agarrando a Carla. Samuel encontra Lu beijando seu irmão. Nano então tenta atacar Carla por seduzir seu irmão, embora Samuel intervenha e a salve. |              |                         |                  |                |                       |
| 14 | 6            | "66 horas desaparecido" | Sílvia Quer      | Carlos C. Tomé | 6 de setembro de 2019 |
| Lu chantageia Nadia para ser reprovada no exame ou ela vai contar aos pais sobre o relacionamento dela com Guzmán. Quando Nadia conta a Valerio, ele manda ela não se preocupar e prefere chantagear Lu sobre o "lance do Valerio". Lu suspeita que Samuel contou a Nadia e ela o ameaça de morte pelos corredores. Após o exame, Valerio diz a Nadia que está apaixonado pela irmã, o que a deixa enojada. Carla avisa Samuel que ele estará no mesmo estado que Christian, se entrar mais no mistério do assassinato. No futuro, Guzmán é interrogado sobre o desaparecimento de Samuel. |              |                         |                  |                |                       |
| 15 | 7            | "84 horas desaparecido" | Dani de la Orden | Abril Zamora   | 6 de setembro de 2019 |
| Cayetana e Lu trabalham juntos para iniciar uma arrecadação de fundos. Valerio filma Nadia e Guzmán fazendo sexo no vestiário masculino e manda para Lu, que depois manda para toda a escola. Durante a arrecadação de fundos, Lu descobre o segredo de Cayetana e conta para toda a festa. Carla tenta avisar Samuel sobre seu pai e sua possível intenção de prejudicá-lo. Mais tarde, Samuel fugindo em sua bicicleta de um veículo em alta velocidade. |              |                         |                  |                |                       |
| 16 | 8            | "0 horas desaparecido"  | Dani de la Orden | Breixo Corral  | 6 de setembro de 2019 |
| O pai de Lu e Valerio os pegam em situação explícita e acaba deserdando-os dos patrimônios da família assim que fizerem 18 anos. É revelado que Samuel não desapareceu, mas estava escondido na casa dos avós de Guzmán para fazer Carla confessar sobre o assassino de Marina. Polo então é preso. Guzmán rompe sua amizade com Ander por esconder o fato sobre Polo. Ander e Omar se reconciliam. Depois de duas semanas, Polo reaparece na escola para surpresa de todos. |              |                         |                  |                |                       |

### Temporada 3 (2020)
Em 29 de agosto de 2019, foi anunciado que a série foi renovada para uma terceira temporada que estreou em 13 de março de 2020.
| N.º na série | N.º na temp. | Título                                    | Dirigido por      | Escrito por                   | Exibição original   |
| --- | ------------ | ----------------------------------------- | ----------------- | ----------------------------- | ------------------- |
| 17 | 1            | "Carla"                                   | Jorge Torregrossa | Darío Madrona                 | 13 de março de 2020 |
| Carla retoma seu testemunho contra Polo, retirando as acusações, sob pressão de seu pai que ameaçava Samuel. Ander descobre que tem leucemia. Nadia conhece o novo aluno Malik (Leïti Sène), um menino muçulmano do Senegal, que encanta seus pais com seus valores. O pai de Lu a cortou financeiramente depois de confessar sua situação com Valerio. No presente, Polo é encontrado morto no clube com os alunos olhando em volta de seu corpo. Carla pega um gargalo quebrado de uma garrafa de champanhe e o esconde na bolsa. |              |                                           |                   |                               |                     |
| 18 | 2            | "Samuel y Guzmán" "Samuel e Guzmán"       | Jorge Torregrossa | Jaime Vaca                    | 13 de março de 2020 |
| Nadia e Lu competem pela mesma bolsa para a Universidade de Columbia, e Nadia ameaça expor o caso secreto de Lu com Valerio, caso ela não desista da bolsa. No entanto, elas decidem competir de forma justa. Rebeka descobre sobre o diagnóstico de câncer de Ander e, mais tarde, Ander conta para sua mãe e Omar. Samuel tenta se aproximar de Carla, mas ela não lhe dá atenção quando Carla tem medo de seu pai. Um novo aluno, Yeray (Sergio Momo), que costumava frequentar a escola, retorna. Ele é apaixonado por Carla depois que ela o defendeu de alguns valentões no passado antes dele ir embora anos atrás. Guzmán mantém Polo refém em sua casa, pedindo-lhe que se confesse no tribunal, mas Samuel liberta Polo quando as coisas saem do controle. Valerio vai na casa de Rebeka buscar mais cocaína. Rebeka revela seus sentimentos por Samuel.                          |              |                                           |                   |                               |                     |
| 19 | 3            | "Cayetana y Valerio" "Cayetana e Valerio" | Dani de la Orden  | Almudena Ocaña                | 13 de março de 2020 |
| A inspetora da polícia dá um trato a Samuel: colocar uma escuta na casa de Rebeka para reunir provas contra o negócio de drogas de sua mãe, em troca de deixar seu irmão voltar em paz. Samuel segue adiante. Polo continua sendo assediado na escola. Samuel e Guzmán começam a postar tweets como Polo de uma conta falsa sobre o assassinato de Marina. Quando os pais de Nadia se opõem aos planos dela de estudar em Columbia, Malik a apoia e diz que também estudará lá. Yeray leva Carla para sair e mais tarde convida seu pai para a festa de celebração do IPO. Seu pai a força a comparecer, a fim de convencer Yeray a investir em sua empresa. Cayetana é revelado como um dos usuários da conta falsa. |              |                                           |                   |                               |                     |
| 20 | 4            | "Lu"                                      | Dani de la Orden  | Carlos C. Tomé                | 13 de março de 2020 |
| Quando Nádia falha em um relatório, Guzmán vai a sua loja para convencer seu pai a deixá-la estudar mais. Quando sua mãe é presa, Rebeka fica sem dinheiro e pensa em vender drogas para pagar a escola. Sem dinheiro, Lu dá uma festa de namorados com tema de gênero oposto. Malik beija Omar, e eles mais tarde transam na festa de Lu. Mais tarde, Malik leva a família de Nadia para jantar, onde Omar também vem, mas Omar e seu pai brigam por causa de Ander, fazendo com que Omar vá embora. Ander continua lutando contra a quimioterapia. Polo, Cayetana e Valerio fazem um trio amoroso. No presente, Lu conta aos policiais que sabe quem matou Polo. |              |                                           |                   |                               |                     |
| 21 | 5            | "Ander"                                   | Jorge Torregrossa | Almudena Ocaña                | 13 de março de 2020 |
| Rebeka percebe que alguém plantou uma escuta em sua casa fazendo sua mãe ir para a cadeia, fazendo com que Samuel corresse para encobrir seus passos. Rebeka e Valerio começam a vender drogas na escola. Carla e Yeray continuam seu relacionamento, mas Carla, infeliz, recorre às drogas. Polo, Cayetana e Valerio decidem ir para Londres juntos. Em uma festa de blackout, Rebeca descobre que Samuel colocou a escuta em sua casa e Nadia descobre que Malik é gay e que estava se passando de hétero para seus pais. No presente, Ander pensa em confessar, mas é dissuadido por Omar. |              |                                           |                   |                               |                     |
| 22 | 6            | "Rebeka"                                  | Jorge Torregrossa | Carlos C. Tomé e Andrés Seara | 13 de março de 2020 |
| Nadia ganha a bolsa, mas desiste quando Malik lhe dá um anel de noivado para agradar seus pais. No entanto, ela é convencida por Lu a não desistir da bolsa por conta de Malik, assim Nadia decide dividir a bolsa com o Lucrecia. Ander descobre sobre o caso de Omar com Malik e termina com Omar, mentindo que o estava traindo. Samuel manda Valerio não vender drogas para Carla ao ver o estado dela. Polo, mais tarde, rompe o relacionamento ao descobrir que Valerio ganhava dinheiro para pagar as taxas escolares vendendo drogas. Yeray dá uma festa na piscina onde Rebeka vende drogas para Carla por despeito. Carla admite para Yeray que usa drogas para lidar com o relacionamento arranjado; mais tarde, ela teve uma overdose e desmaiou. Na escola, Polo briga com Valerio sobre dar drogas a Carla, fazendo com que a diretora encontre seu estoque.                  |              |                                           |                   |                               |                     |
| 23 | 7            | "Nadia y Omar" "Nadia e Omar"             | Dani de la Orden  | Jaime Vaca                    | 13 de março de 2020 |
| Valerio e Rebeka são expulsos por causa das drogas, enquanto Samuel e Guzmán são expulsos quando a mãe de Polo reclama de bullying. Omar decide ir para Nova York com Nadia. Ander decide não se formar. A mãe de Rebeka é libertada da prisão e Rebeka pede que ela desista do tráfico. Carla pede desculpas a Yeray pelo relacionamento deles e eles fazem as pazes. Na formatura, Nadia e Lu referem-se à expulsão dos amigos e à mão de Polo na morte de Marina, fazendo com que suas bolsas fossem canceladas. Samuel descobre que seu acordo com a polícia foi uma armadilha para descobrir a localização de seu irmão. Yeray investe nas vinícolas do pai de Carla, mas torna Carla a proprietária. Polo convence suas mães a continuar com a bolsa e revela que ele de fato matou Marina. Na festa de formatura, Carla tenta se reconciliar com Samuel, a tempo da chegada de Polo. |              |                                           |                   |                               |                     |
| 24 | 8            | "Polo"                                    | Dani de la Orden  | Darío Madrona                 | 13 de março de 2020 |
| É revelado que Lu matou Polo com o gargalo da garrafa por acidente. Todos os personagens encobrem Lu, tocando na garrafa para colocar suas impressões digitais neles. Eles pegam as impressões digitais de Polo, então é considerado a morte do rapaz como suicídio. Nadia, Lucrecia e Malick partem para Nova York. Omar decide não ir para Nova York, reconciliando-se com Ander, que agora está em remissão. Carla deixa o controle das vinícolas para Valerio, para estudar no exterior. Samuel, Guzmán, Rebeka, Ander e Omar voltam para Las Encinas para seu último ano. Cayetana se torna a faxineira da escola. |              |                                           |                   |                               |                     |

### Temporada 4 (2021)
Em janeiro de 2020, foi confirmada a renovação da série para uma quarta e quinta temporadas. Em 22 de maio de 2020, foi anunciado o desenvolvimento da quarta temporada da série. A quarta temporada foi lançada em 18 de junho de 2021.
| N.º na série | N.º na temp. | Título                                                                  | Dirigido por            | Escrito por                 | Exibição original   |
| --- | ------------ | ----------------------------------------------------------------------- | ----------------------- | --------------------------- | ------------------- |
| 25 | 1            | "El nuevo orden" "A nova ordem"                                         | Eduardo Chapero-Jackson | Jaime Vaca                  | 18 de junho de 2021 |
| Las Encinas recebe um novo diretor, o Benjamin Commerford (Diego Martín), mas Samu e Omar logo descobrem que devem fazer uma prova se quiserem ficar na escola. Enquanto isso, os filhos de Benjamin causam problemas; Patrick (Manu Ríos) flerta com Ander e desperta fetiches em Omar, Mencía (Martina Cariddi) demonstra interesse em Rebeka e fica sem dinheiro por ser rebelde com seu pai e Ari (Carla Díaz) descobre que Guzman a está usando para tentar convencer seu pai a não aplicar a prova para os bolsistas. Para ganhar dinheiro, Mencía começa uma relação sexual com Armando (Andrés Velencoso), um rico homem de negócios. No final, Omar e Samu passam no teste e, em um flash-forward, Ari é descoberta quase morta em uma piscina. |              |                                                                         |                         |                             |                     |
| 26 | 2            | "5 segundos" "Cinco segundos"                                           | Eduardo Chapero-Jackson | Esther Morales e Jaime Vaca | 18 de junho de 2021 |
| Os alunos se preparam para a chegada de um novo colega, o Príncipe Phillipe (Pol Granch), mas ficam irritados com todas as precauções de segurança. Depois que a segurança tira todos os estudantes homens dos chuveiros para que Phillipe possa tomar banho sozinho, Samu dá uma “festa da toalha” onde todos se vestem com uma toalha em um ato de rebelião. Mencía tenta convencer Rebe a aceitar seus avanços. Guzmán e Nadia lutam com a longa distância, concordando em fazer uma pausa de uma semana para refletirem sobre o relacionamento. Omar e Ander convidam Patrick para se juntar a eles em um trio. Ari e Samu dormem juntos, o que Guzmán testemunha. Cayetana flerta com Phillipe, que mais tarde os registra secretamente fazendo sexo no quarto. Em um flash-forward, Ari tem uma complicações no hospital. |              |                                                                         |                         |                             |                     |
| 27 | 3            | "Cuando bailan las mentiras con las tentaciones" "Mentiras e tentações" | Ginesta Guindal         | David Lorenzo e Jaime Vaca  | 18 de junho de 2021 |
| Guzman e Nadia concordam pacificamente em se separar. Phillipe dá um baile de debutantes e convida a escola. Enquanto se arruma no quarto de Phillipe, Cayetana descobre a câmera que gravava secretamente suas atividades sexuais. Mais tarde, ela encontra um computador contendo vários arquivos de Phillipe fazendo sexo com outras mulheres, incluindo ela. Guzman pede que Ari seja seu par no baile. Omar fica frustrado com Ander por causa de sua obsessão por Patrick. Guzman nota Ari e Samuel trocando olhares durante a noite. Cayetana confronta Phillipe sobre os vídeos, e ele explica que é registrado como prova em caso de qualquer alegação de agressão sexual, o que ele conseguiu no passado. Omar com raiva confronta Patrick sobre seu trio, mas o confronto se transforma em sexo agressivo. Em um piscar de olhos, Ari acorda no hospital. |              |                                                                         |                         |                             |                     |
| 28 | 4            | "Soy una..." "Eu sou..."                                                | Ginesta Guindal         | Almudena Ocaña              | 18 de junho de 2021 |
| No passado, Benjamín convence Samuel a se juntar ao clube de debate. Rebe descobre uma chave de hotel na mochila de Mencía. Phillipe tenta se desculpar com Cayetana, que diz não querer um relacionamento que não seja baseado na confiança. Depois de iniciar, sem sucesso, outro trio entre Ander e Omar, Patrick teve uma overdose de GHB. Omar o leva para sua casa e eles dormem juntos, o que Ander testemunha. Benjamín descobre a pilha de dinheiro de Mencía. Phillipe se reconcilia com Cayetana no Lake Club. Mencía encontra outro cliente (recomendado por Armando) que é sexualmente agressivo. Benjamín acredita que ela está desaparecida e envia Rebe, Ari, Patrick e Samuel para procurá-la. Rebe, que deduz a localização de Mencía da chave do hotel, a salva do cliente. Guzmán testemunha Ari e Samuel saindo juntos. Patrick diz a Ander que ele e Omar fizeram sexo no baile de debutantes. No presente, Ari acorda com perda de memória e Samuel é preso quando tenta visitar Ari. |              |                                                                         |                         |                             |                     |
| 29 | 5            | "La reinserción" "Reintegração"                                         | Eduardo Chapero-Jackson | Almudena Ocaña              | 18 de junho de 2021 |
| Ander confronta Omar sobre ficar com Patrick. Ari suspeita que Phillipe estava com Mencía na noite em que ela "desapareceu", o que implica que ela sabe sobre as supostas alegações de agressão sexual de Phillipe. Ari mais tarde avisa Cayetana sobre Phillipe, mas quando Cayetana faz uma pesquisa online sobre as acusações de agressão de Phillipe, ela não encontra nada. Ander termina com Omar, que fica extremamente inconsolável. Armando pede desculpas a Mencía pelo cliente agressivo e ela aceita as desculpas. A mãe de Rebe testemunha Mencía entrar no carro de Armando, que ela grava e mostra a Rebe. Ander vai buscar suas coisas na casa de Omar apenas para descobrir que Omar já as embalou e as enviou para a mãe de Ander, Azucena. Rebe confronta Mencía sobre o vídeo e, em retaliação, Mencía diz a Rebe que a mãe dela começou a traficar drogas novamente. Rebe foge de sua casa depois de ouvir isso. |              |                                                                         |                         |                             |                     |
| 30 | 6            | "Te quiero mal" "Meu jeito de amar"                                     | Eduardo Chapero-Jackson | David Lorenzo               | 18 de junho de 2021 |
| Mencía e Rebeka ficam na casa de Samuel para terem mais liberdade no relacionamento. Omar diz a Samuel que não irá para Las Ensinas a fim de não se encontrar com Ander. Patrick pede para que Phillipe consiga alguns ingressos para o show de Ambar Lucid, e Cayetana pergunta para o príncipe se as pessoas realmente gostam dele ou querem proveito. Mencía não recebe os ingressos de Phillipe e pede para que Armando arranje, e Rebe pede para que Mencía não volte para prostituição. Omar decide voltar para Las Ensinas depois de escolher terminar os estudos. Patrick ameaça Phillipe caso o príncipe não consiga os ingressos para o show no Clube do Lago. Na noite do show de Ambar Lucid, Samuel e Omar trabalham no bar e Armando tenta flertar com Mencía, insinuado que ela deve lhe pagar com sexo o preço dos ingressos que ele conseguiu para ela e Rebe. Ari diz para Phillipe que Cayetana não confiará mais nele devido as polêmicas de abuso sexual. Patrick fica revoltado por não ser ignorado por Omar durante o show no Clube do Lago. No presente, Patrick nota alguns ematomas nas mãos de Gúzman e pergunta que ele bateu. |              |                                                                         |                         |                             |                     |
| 31 | 7            | "Antes de irme (1ª parte)" "Antes de partir (Parte 1)"                  | Ginesta Guindal         | Esther Morales e Jaime Vaca | 18 de junho de 2021 |
| Samuel é interrogado pelo policial sobre se ela é o atacante de Ari, que está hospitalizada, mas Samuel nega e diz ter ideia de quem seja. No passado, Ari mantem relações sexuais com Samuel, sem Gúzman saber. Omar tenta consolar Patrick que está chateado com o comportamento de Ander na noite anterior. A mãe de Phillipe, Estefánia, a Alteza Real, chega em Las Ensinas para ajudar a limpar o nome de seu filho e se sente envergonhada por Phillipe ter se interessado por Cayetana, um simples faxineira. Mencía fica chocada ao ver Armando em sua casa como convidado de Benjamín. Armando ameaça Mencía de revelar para sua família que ela é prostituta, caso ela não durma com ele novamente. Rebeka descobre que Mencía continua se encontrando com Armando e ela fica devastada com isso. Patrick faz uma visita para Ander e fala que ele está gostando de Omar e que Omar não merece sofrer com os comportamentos errados de Ander, a conversa está sendo transmitida em uma vídeo-chamada para Omar, que vê tudo e as declarações de Ander. Omar fica conflitante sobre seus sentimentos para Ander. Phillipe tenta fazer sexo com Cayetana e ela pede para ele parar e quase se torna um estupro. Caye percebe que os rumores sobre eles são verdadeiros e vai embora deixando o príncipe em pânico. Ari confessa para Samuel e Gúzman que gosta dos dois. |              |                                                                         |                         |                             |                     |
| 32 | 8            | "Antes de irme (2ª parte)" "Antes de partir (Parte 2)"                  | Ginesta Guindal         | Jaime Vaca                  | 18 de junho de 2021 |
| O príncipe Phillipe tenta se desculpar com Cayetana sobre seu comportamento na noite passada, mas ela não quer saber dele. A Alteza Real fala com Cayetana para que não conte nada sobre o que ocorreu entre ela e seu filho, dizendo que os impulsos de Phillipe fazem parte da "biólogia masculina". Omar descobre que Ander pretende ir embora de Las Ensinas, ele pede para que ele dê mais uma chance ao relacionamento deles. Na festa de ano novo no Clube do Lago, Cayetana deixa claro que não quer mais nada com Phillipe, e a Alteza Real responde que, se Philippe quer ser um adulto, ele precisa aceitar as conseqüências de suas próprias escolhas. Após ter voltado para Omar, Ander encoraja Gúzman falar com Ari, porém ele ver ela conversando Samuel. Samuel prefere não iniciar nada com Ari. Dentro do clube, Patrick vê com raiva Ander e Omar dançarem juntos. Finalmente desistindo deles, Patrick vai trazar com um rapaz aleatório da festa. Ao ver uma breve briga de Armando e Mencía, Ari vai confrontar Armando dizendo que já percebeu as ameaças dele para sua irmã e ameaça falar tudo para seu pai. Armando espanca Ari e Gúzman aparece para socorre-la. Gúzman persegue Armando e o mata com um sinalizador. Ari acaba caindo no lago e mais tarde é resgatada pelos paramédicos. Em segredo, Gúzman, Samuel e Rebeka jogam o corpo de Armando no lago. No presente, Gúzman decide ir embora com Ander e Mencía conta seu relacionamento com Armando para sua família. |              |                                                                         |                         |                             |                     |